# 艾文霍鎮區 (芬尼縣)
艾文霍鎮區（英語：Ivanhoe Township）為位在美國堪薩斯州芬尼縣的鎮區。2010年美国人口普查中該鎮區人口有464人。

## 地理
艾文霍鎮區涵蓋面積367.76平方（141.99平方英里），境內無城鎮設立。

## 人口統計
根據2010年美國人口普查，艾文霍鎮區人口有464人，人口密度為1.26人/平方公里。種族組成方面，白人425人；非裔美洲人0人；美洲原住民4人；亞洲人0人；太平洋島民0人；其他種族33人；兩個或以上種族2人。另外西班牙裔美國人及拉丁美洲人為129人。

## 外部連結
- US-Counties.com
- City-Data.com （页面存档备份，存于）